# ATP World Tour 2016
L'ATP World Tour 2016 és el circuit de tennis professional masculí de l'any 2016 organitzat per l'ATP. La temporada inclou un total de 62 torneigs en 31 països dividits en Grand Slams (organitzats per la ITF), ATP World Tour Masters 1000, sèries ATP World Tour 500, sèries ATP World Tour 250 i un ATP World Tour Finals. També s'inclou la disputa dels Jocs Olímpics la Copa Davis i la Copa Hopman. Els torneigs es disputen entre el 4 de gener de 2016 i el 27 de novembre de 2016.

## Calendari
Taula sobre el calendari complet dels torneigs que pertanyen a la temporada 2016 de l'ATP World Tour. També s'inclouen els vencedors dels quadres individuals i dobles de cada torneig.
| Llegenda                           |
| ---------------------------------- |
| Grand Slam                         |
| Jocs Olímpics                      |
| ATP World Tour Finals / ATP Finals |
| ATP World Tour Masters 1000        |
| ATP World Tour 500                 |
| ATP World Tour 250                 |
| Esdeveniments per equips           |

| Data d'inici   | Torneig                         | Superfície       | Guanyador/s                                                                          | Finalista/es                                                                   |
| -------------- | ------------------------------- | ---------------- | ------------------------------------------------------------------------------------ | ------------------------------------------------------------------------------ |
| 4 de gener     | Copa Hopman                     | Dura (i)         | Austràlia: Daria Gavrilova / Nick Kyrgios                                            | Ucraïna: Elina Svitolina / Aleksandr Dolgopòlov                                |
| 4 de gener     | Brisbane                        | Dura             | Milos Raonic                                                                         | Roger Federer                                                                  |
| 4 de gener     | Brisbane                        | Dura             | Henri Kontinen / John Peers                                                          | James Duckworth / Chris Guccione                                               |
| 4 de gener     | Chennai                         | Dura             | Stan Wawrinka                                                                        | Borna Ćorić                                                                    |
| 4 de gener     | Chennai                         | Dura             | Olivier Marach / Fabrice Martin                                                      | Austin Krajicek / Benoît Paire                                                 |
| 4 de gener     | Doha                            | Dura             | Novak Đoković                                                                        | Rafael Nadal                                                                   |
| 4 de gener     | Doha                            | Dura             | Feliciano López / Marc López                                                         | Philipp Petzschner / Alexander Peya                                            |
| 11 de gener    | Auckland                        | Dura             | Roberto Bautista Agut                                                                | Jack Sock                                                                      |
| 11 de gener    | Auckland                        | Dura             | Mate Pavić / Michael Venus                                                           | Eric Butorac / Scott Lipsky                                                    |
| 11 de gener    | Sydney                          | Dura             | Viktor Troicki                                                                       | Grigor Dimitrov                                                                |
| 11 de gener    | Sydney                          | Dura             | Jamie Murray / Bruno Soares                                                          | Rohan Bopanna / Florin Mergea                                                  |
| 18 de gener    | Open d'Austràlia                | Dura             | Novak Đoković                                                                        | Andy Murray                                                                    |
| 18 de gener    | Open d'Austràlia                | Dura             | Jamie Murray / Bruno Soares                                                          | Daniel Nestor / Radek Štěpánek                                                 |
| 18 de gener    | Open d'Austràlia                | Dura             | Ielena Vesninà / Bruno Soares                                                        | Coco Vandeweghe / Horia Tecau                                                  |
| 1 de febrer    | Montpeller                      | Dura (i)         | Richard Gasquet                                                                      | Paul-Henri Mathieu                                                             |
| 1 de febrer    | Montpeller                      | Dura (i)         | Mate Pavić / Michael Venus                                                           | Alexander Zverev / Mischa Zverev                                               |
| 1 de febrer    | Quito                           | Terra batuda     | Víctor Estrella Burgos                                                               | Thomaz Bellucci                                                                |
| 1 de febrer    | Quito                           | Terra batuda     | Pablo Carreño Busta / Guillermo Durán                                                | Thomaz Bellucci / Marcelo Demoliner                                            |
| 1 de febrer    | Sofia                           | Dura             | Roberto Bautista Agut                                                                | Viktor Troicki                                                                 |
| 1 de febrer    | Sofia                           | Dura             | Wesley Koolhof / Matwé Middelkoop                                                    | Philipp Oswald / Adil Shamasdin                                                |
| 8 de febrer    | Rotterdam                       | Dura (i)         | Martin Kližan                                                                        | Gaël Monfils                                                                   |
| 8 de febrer    | Rotterdam                       | Dura (i)         | Nicolas Mahut / Vasek Pospisil                                                       | Philipp Petzschner / Alexander Peya                                            |
| 8 de febrer    | Memphis                         | Dura (i)         | Kei Nishikori                                                                        | Taylor Fritz                                                                   |
| 8 de febrer    | Memphis                         | Dura (i)         | Mariusz Fyrstenberg / Santiago González                                              | Steve Johnson / Sam Querrey                                                    |
| 8 de febrer    | Buenos Aires                    | Terra batuda     | Dominic Thiem                                                                        | Nicolás Almagro                                                                |
| 8 de febrer    | Buenos Aires                    | Terra batuda     | Juan-Sebastian Cabal / Robert Farah                                                  | Íñigo Cervantes / Paolo Lorenzi                                                |
| 15 de febrer   | Rio de Janeiro                  | Terra batuda     | Pablo Cuevas                                                                         | Guido Pella                                                                    |
| 15 de febrer   | Rio de Janeiro                  | Terra batuda     | Juan Sebastián Cabal / Robert Farah                                                  | Pablo Carreño Busta / David Marrero                                            |
| 15 de febrer   | Delray Beach                    | Dura             | Sam Querrey                                                                          | Rajeev Ram                                                                     |
| 15 de febrer   | Delray Beach                    | Dura             | Oliver Marach / Fabrice Martin                                                       | Bob Bryan / Mike Bryan                                                         |
| 15 de febrer   | Marsella                        | Dura (i)         | Nick Kyrgios                                                                         | Marin Čilić                                                                    |
| 15 de febrer   | Marsella                        | Dura (i)         | Mate Pavić / Michael Venus                                                           | Jonathan Erlich / Colin Fleming                                                |
| 22 de febrer   | Acapulco                        | Dura             | Dominic Thiem                                                                        | Bernard Tomic                                                                  |
| 22 de febrer   | Acapulco                        | Dura             | Treat Huey / Max Mirnyi                                                              | Alexander Peya / Philipp Petzschner                                            |
| 22 de febrer   | Dubai                           | Dura             | Stan Wawrinka                                                                        | Markos Bagdatís                                                                |
| 22 de febrer   | Dubai                           | Dura             | Simone Bolelli / Andreas Seppi                                                       | Feliciano López / Marc López                                                   |
| 22 de febrer   | São Paulo                       | Terra batuda (i) | Pablo Cuevas                                                                         | Pablo Carreño Busta                                                            |
| 22 de febrer   | São Paulo                       | Terra batuda (i) | Julio Peralta / Horacio Zeballos                                                     | Pablo Carreño Busta / David Marrero                                            |
| 29 de febrer   | Copa Davis (Primera ronda)      |                  | Regne Unit · Sèrbia · Itàlia · Argentina · França · Txèquia · Estats Units · Croàcia | Japó · Kazakhstan · Suïssa · Polònia · Canadà · Alemanya · Austràlia · Bèlgica |
| 7 de març      | Indian Wells                    | Dura             | Novak Đoković                                                                        | Milos Raonic                                                                   |
| 7 de març      | Indian Wells                    | Dura             | Pierre-Hugues Herbert / Nicolas Mahut                                                | Vasek Pospisil / Jack Sock                                                     |
| 21 de març     | Miami                           | Dura             | Novak Đoković                                                                        | Kei Nishikori                                                                  |
| 21 de març     | Miami                           | Dura             | Pierre-Hugues Herbert / Nicolas Mahut                                                | Raven Klaasen / Rajeev Ram                                                     |
| 4 d'abril      | Marràqueix                      | Terra batuda     | Federico Delbonis                                                                    | Borna Ćorić                                                                    |
| 4 d'abril      | Marràqueix                      | Terra batuda     | Guillermo Durán / Máximo González                                                    | Marin Draganja / Aisam-ul-Haq Qureshi                                          |
| 4 d'abril      | Houston                         | Terra batuda     | Juan Mónaco                                                                          | Jack Sock                                                                      |
| 4 d'abril      | Houston                         | Terra batuda     | Bob Bryan / Mike Bryan                                                               | Víctor Estrella Burgos / Santiago González                                     |
| 11 d'abril     | Montecarlo                      | Terra batuda     | Rafael Nadal                                                                         | Gaël Monfils                                                                   |
| 11 d'abril     | Montecarlo                      | Terra batuda     | Pierre-Hugues Herbert / Nicolas Mahut                                                | Jamie Murray / Bruno Soares                                                    |
| 18 d'abril     | Barcelona                       | Terra batuda     | Rafael Nadal                                                                         | Kei Nishikori                                                                  |
| 18 d'abril     | Barcelona                       | Terra batuda     | Bob Bryan / Mike Bryan                                                               | Pablo Cuevas / Marcel Granollers                                               |
| 18 d'abril     | Bucarest                        | Terra batuda     | Fernando Verdasco                                                                    | Lucas Pouille                                                                  |
| 18 d'abril     | Bucarest                        | Terra batuda     | Florin Mergea / Horia Tecău                                                          | Chris Guccione / André Sá                                                      |
| 25 d'abril     | Estoril                         | Terra batuda     | Nicolás Almagro                                                                      | Pablo Carreño Busta                                                            |
| 25 d'abril     | Estoril                         | Terra batuda     | Eric Butorac / Scott Lipsky                                                          | Łukasz Kubot / Marcin Matkowski                                                |
| 25 d'abril     | Istanbul                        | Terra batuda     | Diego Schwartzman                                                                    | Grigor Dimitrov                                                                |
| 25 d'abril     | Istanbul                        | Terra batuda     | Flavio Cipolla / Dudi Sela                                                           | Andrés Molteni / Diego Schwartzman                                             |
| 25 d'abril     | Múnic                           | Terra batuda     | Philipp Kohlschreiber                                                                | Dominic Thiem                                                                  |
| 25 d'abril     | Múnic                           | Terra batuda     | Henri Kontinen / John Peers                                                          | Juan Sebastián Cabal / Robert Farah                                            |
| 2 de maig      | Madrid                          | Terra batuda     | Novak Đoković                                                                        | Andy Murray                                                                    |
| 2 de maig      | Madrid                          | Terra batuda     | Jean-Julien Rojer / Horia Tecău                                                      | Rohan Bopanna / Florin Mergea                                                  |
| 9 de maig      | Roma                            | Terra batuda     | Andy Murray                                                                          | Novak Đoković                                                                  |
| 9 de maig      | Roma                            | Terra batuda     | Bob Bryan / Mike Bryan                                                               | Vasek Pospisil / Jack Sock                                                     |
| 16 de maig     | Ginebra                         | Terra batuda     | Stan Wawrinka                                                                        | Marin Čilić                                                                    |
| 16 de maig     | Ginebra                         | Terra batuda     | Steve Johnson / Sam Querrey                                                          | Raven Klaasen / Rajeev Ram                                                     |
| 16 de maig     | Niça                            | Terra batuda     | Dominic Thiem                                                                        | Alexander Zverev                                                               |
| 16 de maig     | Niça                            | Terra batuda     | Juan Sebastián Cabal / Robert Farah                                                  | Mate Pavić / Michael Venus                                                     |
| 23 de maig     | Roland Garros                   | Terra batuda     | Novak Đoković                                                                        | Andy Murray                                                                    |
| 23 de maig     | Roland Garros                   | Terra batuda     | Feliciano López / Marc López                                                         | Bob Bryan / Mike Bryan                                                         |
| 23 de maig     | Roland Garros                   | Terra batuda     | Martina Hingis / Leander Paes                                                        | Sania Mirza / Ivan Dodig                                                       |
| 6 de juny      | 's-Hertogenbosch                | Gespa            | Nicolas Mahut                                                                        | Gilles Müller                                                                  |
| 6 de juny      | 's-Hertogenbosch                | Gespa            | Mate Pavić / Michael Venus                                                           | Dominic Inglot / Raven Klaasen                                                 |
| 6 de juny      | Stuttgart                       | Gespa            | Dominic Thiem                                                                        | Philipp Kohlschreiber                                                          |
| 6 de juny      | Stuttgart                       | Gespa            | Marcus Daniell / Artem Sitak                                                         | Oliver Marach / Fabrice Martin                                                 |
| 13 de juny     | Halle                           | Gespa            | Florian Mayer                                                                        | Alexander Zverev                                                               |
| 13 de juny     | Halle                           | Gespa            | Raven Klaasen / Rajeev Ram                                                           | Łukasz Kubot / Alexander Peya                                                  |
| 13 de juny     | Londres                         | Gespa            | Andy Murray                                                                          | Milos Raonic                                                                   |
| 13 de juny     | Londres                         | Gespa            | Pierre-Hugues Herbert / Nicolas Mahut                                                | Chris Guccione / André Sá                                                      |
| 20 de juny     | Nottingham                      | Gespa            | Steve Johnson                                                                        | Pablo Cuevas                                                                   |
| 20 de juny     | Nottingham                      | Gespa            | Dominic Inglot / Daniel Nestor                                                       | Ivan Dodig / Marcelo Melo                                                      |
| 27 de juny     | Wimbledon                       | Gespa            | Andy Murray                                                                          | Milos Raonic                                                                   |
| 27 de juny     | Wimbledon                       | Gespa            | Pierre-Hugues Herbert / Nicolas Mahut                                                | Julien Benneteau / Edouard Roger-Vasselin                                      |
| 27 de juny     | Wimbledon                       | Gespa            | Heather Watson / Henri Kontinen                                                      | Anna-Lena Grönefeld / Robert Farah                                             |
| 11 de juliol   | Copa Davis (Quarts de final)    |                  | Regne Unit · Argentina · França · Croàcia                                            | Sèrbia · Itàlia · Txèquia · Estats Units                                       |
| 11 de juliol   | Hamburg                         | Terra batuda     | Martin Kližan                                                                        | Pablo Cuevas                                                                   |
| 11 de juliol   | Hamburg                         | Terra batuda     | Henri Kontinen / John Peers                                                          | Daniel Nestor / Aisam-ul-Haq Qureshi                                           |
| 11 de juliol   | Bastad                          | Terra batuda     | Albert Ramos Viñolas                                                                 | Fernando Verdasco                                                              |
| 11 de juliol   | Bastad                          | Terra batuda     | Marcel Granollers / David Marrero                                                    | Marcus Daniell / Marcelo Demoliner                                             |
| 11 de juliol   | Newport                         | Gespa            | Ivo Karlović                                                                         | Gilles Müller                                                                  |
| 11 de juliol   | Newport                         | Gespa            | Sam Groth / Chris Guccione                                                           | Jonathan Marray / Adil Shamasdin                                               |
| 18 de juliol   | Washington DC                   | Dura             | Gaël Monfils                                                                         | Ivo Karlović                                                                   |
| 18 de juliol   | Washington DC                   | Dura             | Daniel Nestor / Édouard Roger-Vasselin                                               | Łukasz Kubot / Alexander Peya                                                  |
| 18 de juliol   | Gstaad                          | Terra batuda     | Feliciano López                                                                      | Robin Haase                                                                    |
| 18 de juliol   | Gstaad                          | Terra batuda     | Julio Peralta / Horacio Zeballos                                                     | Mate Pavić / Michael Venus                                                     |
| 18 de juliol   | Kitzbühel                       | Terra batuda     | Paolo Lorenzi                                                                        | Níkoloz Bassilaixvili                                                          |
| 18 de juliol   | Kitzbühel                       | Terra batuda     | Wesley Koolhof / Matwé Middelkoop                                                    | Dennis Novak / Dominic Thiem                                                   |
| 18 de juliol   | Umag                            | Terra batuda     | Fabio Fognini                                                                        | Andrej Martin                                                                  |
| 18 de juliol   | Umag                            | Terra batuda     | Martin Kližan / David Marrero                                                        | Nikola Mektić / Antonio Šančić                                                 |
| 25 de juliol   | Toronto                         | Dura             | Novak Đoković                                                                        | Kei Nishikori                                                                  |
| 25 de juliol   | Toronto                         | Dura             | Ivan Dodig / Marcelo Melo                                                            | Jamie Murray / Bruno Soares                                                    |
| 1 d'agost      | Atlanta                         | Dura             | Nick Kyrgios                                                                         | John Isner                                                                     |
| 1 d'agost      | Atlanta                         | Dura             | Johan Brunström / Andreas Siljeström                                                 | Andrés Molteni / Horacio Zeballos                                              |
| 8 d'agost      | Jocs Olímpics (Rio de Janeiro)  | Dura             | Or                                                                                   | Argent                                                                         |
| 8 d'agost      | Jocs Olímpics (Rio de Janeiro)  | Dura             | Andy Murray                                                                          | Juan Martín del Potro                                                          |
| 8 d'agost      | Jocs Olímpics (Rio de Janeiro)  | Dura             | Marc López / Rafael Nadal                                                            | Florin Mergea / Horia Tecău                                                    |
| 8 d'agost      | Jocs Olímpics (Rio de Janeiro)  | Dura             | Bethanie Mattek-Sands / Jack Sock                                                    | Venus Williams / Rajeev Ram                                                    |
| 8 d'agost      | Los Cabos                       | Dura             | Ivo Karlović                                                                         | Feliciano López                                                                |
| 8 d'agost      | Los Cabos                       | Dura             | Purav Raja / Divij Sharan                                                            | Jonathan Erlich / Ken Skupski                                                  |
| 15 d'agost     | Cincinnati                      | Dura             | Marin Čilić                                                                          | Andy Murray                                                                    |
| 15 d'agost     | Cincinnati                      | Dura             | Ivan Dodig / Marcelo Melo                                                            | Jean-Julien Rojer / Horia Tecău                                                |
| 22 d'agost     | Winston-Salem                   | Dura             | Pablo Carreño Busta                                                                  | Roberto Bautista Agut                                                          |
| 22 d'agost     | Winston-Salem                   | Dura             | Guillermo García López / Henri Kontinen                                              | Andre Begemann / Leander Paes                                                  |
| 29 d'agost     | US Open                         | Dura             | Stan Wawrinka                                                                        | Novak Đoković                                                                  |
| 29 d'agost     | US Open                         | Dura             | Jamie Murray / Bruno Soares                                                          | Pablo Carreño Busta / Guillermo García López                                   |
| 29 d'agost     | US Open                         | Dura             | Laura Siegemund / Mate Pavic                                                         | Coco Vandeweghe / Rajeev Ram                                                   |
| 12 de setembre | Copa Davis (Semifinals)         |                  | Argentina · Croàcia                                                                  | Regne Unit · França                                                            |
| 19 de setembre | Metz                            | Dura (i)         | Lucas Pouille                                                                        | Dominic Thiem                                                                  |
| 19 de setembre | Metz                            | Dura (i)         | Julio Peralta / Horacio Zeballos                                                     | Mate Pavić / Michael Venus                                                     |
| 19 de setembre | Sant Petersburg                 | Dura (i)         | Alexander Zverev                                                                     | Stan Wawrinka                                                                  |
| 19 de setembre | Sant Petersburg                 | Dura (i)         | Dominic Inglot / Henri Kontinen                                                      | Andre Begemann / Leander Paes                                                  |
| 26 de setembre | Kuala Lumpur                    | Dura (i)         |                                                                                      |                                                                                |
| 26 de setembre | Kuala Lumpur                    | Dura (i)         |                                                                                      |                                                                                |
| 26 de setembre | Chengdu                         | Dura             | Karén Khatxànov                                                                      | Albert Ramos Viñolas                                                           |
| 26 de setembre | Chengdu                         | Dura             | Raven Klaasen / > Rajeev Ram                                                         | Pablo Carreño Busta / Mariusz Fyrstenberg                                      |
| 26 de setembre | Shenzhen                        | Dura             | Tomáš Berdych                                                                        | Richard Gasquet                                                                |
| 26 de setembre | Shenzhen                        | Dura             | Fabio Fognini / Robert Lindstedt                                                     | Oliver Marach / Fabrice Martin                                                 |
| 3 d'octubre    | Pequín                          | Dura             | Andy Murray                                                                          | Grigor Dimitrov                                                                |
| 3 d'octubre    | Pequín                          | Dura             | Pablo Carreño Busta / Rafael Nadal                                                   | Jack Sock / Bernard Tomic                                                      |
| 3 d'octubre    | Tòquio                          | Dura             | Nick Kyrgios                                                                         | David Goffin                                                                   |
| 3 d'octubre    | Tòquio                          | Dura             | Marcel Granollers / Marcin Matkowski                                                 | Raven Klaasen / Rajeev Ram                                                     |
| 10 d'octubre   | Xangai                          | Dura             | Andy Murray                                                                          | Roberto Bautista Agut                                                          |
| 10 d'octubre   | Xangai                          | Dura             | John Isner / Jack Sock                                                               | Henri Kontinen / John Peers                                                    |
| 17 d'octubre   | Moscou                          | Dura (i)         | Pablo Carreño Busta                                                                  | Fabio Fognini                                                                  |
| 17 d'octubre   | Moscou                          | Dura (i)         | Juan Sebastián Cabal / Robert Farah                                                  | Julian Knowle / Jürgen Melzer                                                  |
| 17 d'octubre   | Estocolm                        | Dura (i)         | Juan Martín del Potro                                                                | Jack Sock                                                                      |
| 17 d'octubre   | Estocolm                        | Dura (i)         | Elias Ymer / Mikael Ymer                                                             | Mate Pavić / Michael Venus                                                     |
| 17 d'octubre   | Anvers                          | Dura (i)         | Richard Gasquet                                                                      | Diego Schwartzman                                                              |
| 17 d'octubre   | Anvers                          | Dura (i)         | Daniel Nestor / Édouard Roger-Vasselin                                               | Pierre-Hugues Herbert / Nicolas Mahut                                          |
| 24 d'octubre   | Basilea                         | Dura (i)         | Marin Čilić                                                                          | Kei Nishikori                                                                  |
| 24 d'octubre   | Basilea                         | Dura (i)         | Marcel Granollers / Jack Sock                                                        | Robert Lindstedt / Michael Venus                                               |
| 24 d'octubre   | Viena                           | Dura (i)         | Andy Murray                                                                          | Jo-Wilfried Tsonga                                                             |
| 24 d'octubre   | Viena                           | Dura (i)         | Łukasz Kubot / Marcelo Melo                                                          | Oliver Marach / Fabrice Martin                                                 |
| 31 d'octubre   | París                           | Dura (i)         | Andy Murray                                                                          | John Isner                                                                     |
| 31 d'octubre   | París                           | Dura (i)         | Henri Kontinen / John Peers                                                          | Pierre-Hugues Herbert / Nicolas Mahut                                          |
| 14 de novembre | ATP World Tour Finals (Londres) | Dura (i)         | Andy Murray                                                                          | Novak Đoković                                                                  |
| 14 de novembre | ATP World Tour Finals (Londres) | Dura (i)         | Henri Kontinen / John Peers                                                          | Raven Klaasen / Rajeev Ram                                                     |
| 21 de novembre | Copa Davis (Final)              |                  | Argentina                                                                            | Croàcia                                                                        |

## Estadístiques
La següent taula mostra el nombre de títols aconseguits de forma individual (I), dobles (D) i dobles mixtes (X) aconseguits per cada tennista i també per països durant la temporada 2015. Els torneigs estan classificats segons la seva categoria dins el calendari ATP World Tour 2015: Grand Slams, Jocs Olímpics, ATP World Tour Finals, ATP World Tour Masters 1000, sèries ATP World Tour 500 i sèries ATP World Tour 250. L'ordre del jugadors s'ha establert a partir del nombre total de títols i llavors segons la categoria dels títols.

### Títols per tennista
| Total | Tennista               | Grand Slams | Grand Slams | Grand Slams | Jocs Olímpics | Jocs Olímpics | Jocs Olímpics | ATP World Tour Finals | ATP World Tour Finals | ATP World Tour Masters 1000 | ATP World Tour Masters 1000 | ATP World Tour 500 | ATP World Tour 500 | ATP World Tour 250 | ATP World Tour 250 | Resum | Resum | Resum |
| Total | Tennista               | I           | D           | X           | I             | D             | X             | I                     | D                     | I                           | D                           | I                  | D                  | I                  | D                  | I     | D     | X     |
| ----- | ---------------------- | ----------- | ----------- | ----------- | ------------- | ------------- | ------------- | --------------------- | --------------------- | --------------------------- | --------------------------- | ------------------ | ------------------ | ------------------ | ------------------ | ----- | ----- | ----- |
| 9     | Andy Murray            | ●           |             |             | ●             |               |               | ●                     |                       | ●                           |                             | ●                  |                    |                    |                    | 9     | 0     | 0     |
| 8     | Henri Kontinen         |             |             | ●           |               |               |               |                       | ●                     |                             | ●                           |                    | ●                  |                    | ●                  | 0     | 7     | 1     |
| 7     | Novak Đoković          | ●           |             |             |               |               |               |                       |                       | ●                           |                             |                    |                    | ●                  |                    | 7     | 0     | 0     |
| 7     | Nicolas Mahut          |             | ●           |             |               |               |               |                       |                       |                             | ●                           |                    | ●                  | ●                  |                    | 1     | 6     | 0     |
| 5     | Pierre-Hugues Herbert  |             | ●           |             |               |               |               |                       |                       |                             | ●                           |                    | ●                  |                    |                    | 0     | 5     | 0     |
| 5     | Mate Pavić             |             |             | ●           |               |               |               |                       |                       |                             |                             |                    |                    |                    | ●                  | 0     | 4     | 1     |
| 5     | John Peers             |             |             |             |               |               |               |                       | ●                     |                             | ●                           |                    | ●                  |                    | ●                  | 0     | 5     | 0     |
| 4     | Bruno Soares           |             | ●           | ●           |               |               |               |                       |                       |                             |                             |                    |                    |                    | ●                  | 0     | 3     | 1     |
| 4     | Stan Wawrinka          | ●           |             |             |               |               |               |                       |                       |                             |                             | ●                  |                    | ●                  |                    | 4     | 0     | 0     |
| 4     | Rafael Nadal           |             |             |             |               | ●             |               |                       |                       | ●                           |                             | ●                  | ●                  |                    |                    | 2     | 2     | 0     |
| 4     | Dominic Thiem          |             |             |             |               |               |               |                       |                       |                             |                             | ●                  |                    | ●                  |                    | 4     | 0     | 0     |
| 4     | Pablo Carreño Busta    |             |             |             |               |               |               |                       |                       |                             |                             |                    | ●                  | ●                  | ●                  | 1     | 2     | 0     |
| 4     | Juan Sebastián Cabal   |             |             |             |               |               |               |                       |                       |                             |                             |                    | ●                  |                    | ●                  | 0     | 4     | 0     |
| 4     | Robert Farah           |             |             |             |               |               |               |                       |                       |                             |                             |                    | ●                  |                    | ●                  | 0     | 4     | 0     |
| 4     | Michael Venus          |             |             |             |               |               |               |                       |                       |                             |                             |                    |                    |                    | ●                  | 0     | 4     | 0     |
| 3     | Jamie Murray           |             | ●           |             |               |               |               |                       |                       |                             |                             |                    |                    |                    | ●                  | 0     | 3     | 0     |
| 3     | Marc López             |             | ●           |             |               | ●             |               |                       |                       |                             |                             |                    |                    |                    | ●                  | 0     | 3     | 0     |
| 3     | Feliciano López        |             | ●           |             |               |               |               |                       |                       |                             |                             |                    |                    | ●                  | ●                  | 1     | 2     | 0     |
| 3     | Jack Sock              |             |             |             |               |               | ●             |                       |                       |                             | ●                           |                    | ●                  |                    |                    | 0     | 2     | 1     |
| 3     | Marcelo Melo           |             |             |             |               |               |               |                       |                       |                             | ●                           |                    | ●                  |                    |                    | 0     | 3     | 0     |
| 3     | Bob Bryan              |             |             |             |               |               |               |                       |                       |                             | ●                           |                    | ●                  |                    | ●                  | 0     | 3     | 0     |
| 3     | Mike Bryan             |             |             |             |               |               |               |                       |                       |                             | ●                           |                    | ●                  |                    | ●                  | 0     | 3     | 0     |
| 3     | Martin Kližan          |             |             |             |               |               |               |                       |                       |                             |                             | ●                  |                    |                    | ●                  | 2     | 1     | 0     |
| 3     | Marcel Granollers      |             |             |             |               |               |               |                       |                       |                             |                             |                    | ●                  |                    | ●                  | 0     | 3     | 0     |
| 3     | Nick Kyrgios           |             |             |             |               |               |               |                       |                       |                             |                             | ●                  |                    | ●                  |                    | 3     | 0     | 0     |
| 3     | Daniel Nestor          |             |             |             |               |               |               |                       |                       |                             |                             |                    | ●                  |                    | ●                  | 0     | 3     | 0     |
| 3     | Julio Peralta          |             |             |             |               |               |               |                       |                       |                             |                             |                    |                    |                    | ●                  | 0     | 3     | 0     |
| 3     | Horacio Zeballos       |             |             |             |               |               |               |                       |                       |                             |                             |                    |                    |                    | ●                  | 0     | 3     | 0     |
| 2     | Ivan Dodig             |             |             |             |               |               |               |                       |                       |                             | ●                           |                    |                    |                    |                    | 0     | 2     | 0     |
| 2     | Marin Čilić            |             |             |             |               |               |               |                       |                       | ●                           |                             | ●                  |                    |                    |                    | 21    | 0     | 0     |
| 2     | Horia Tecău            |             |             |             |               |               |               |                       |                       |                             | ●                           |                    |                    |                    | ●                  | 0     | 2     | 0     |
| 2     | Pablo Cuevas           |             |             |             |               |               |               |                       |                       |                             |                             | ●                  |                    | ●                  |                    | 2     | 0     | 0     |
| 2     | Raven Klaasen          |             |             |             |               |               |               |                       |                       |                             |                             |                    | ●                  |                    | ●                  | 0     | 2     | 0     |
| 2     | Rajeev Ram             |             |             |             |               |               |               |                       |                       |                             |                             |                    | ●                  |                    | ●                  | 0     | 2     | 0     |
| 2     | Édouard Roger-Vasselin |             |             |             |               |               |               |                       |                       |                             |                             |                    | ●                  |                    | ●                  | 0     | 2     | 0     |
| 2     | Roberto Bautista Agut  |             |             |             |               |               |               |                       |                       |                             |                             |                    |                    | ●                  |                    | 2     | 0     | 0     |
| 2     | Richard Gasquet        |             |             |             |               |               |               |                       |                       |                             |                             |                    |                    | ●                  |                    | 2     | 0     | 0     |
| 2     | Ivo Karlović           |             |             |             |               |               |               |                       |                       |                             |                             |                    |                    | ●                  |                    | 2     | 0     | 0     |
| 2     | Fabio Fognini          |             |             |             |               |               |               |                       |                       |                             |                             |                    |                    | ●                  | ●                  | 1     | 1     | 0     |
| 2     | Steve Johnson          |             |             |             |               |               |               |                       |                       |                             |                             |                    |                    | ●                  | ●                  | 1     | 1     | 0     |
| 2     | Sam Querrey            |             |             |             |               |               |               |                       |                       |                             |                             |                    |                    | ●                  | ●                  | 1     | 1     | 0     |
| 2     | Guillermo Durán        |             |             |             |               |               |               |                       |                       |                             |                             |                    |                    |                    | ●                  | 0     | 2     | 0     |
| 2     | Dominic Inglot         |             |             |             |               |               |               |                       |                       |                             |                             |                    |                    |                    | ●                  | 0     | 2     | 0     |
| 2     | Wesley Koolhof         |             |             |             |               |               |               |                       |                       |                             |                             |                    |                    |                    | ●                  | 0     | 2     | 0     |
| 2     | Olivier Marach         |             |             |             |               |               |               |                       |                       |                             |                             |                    |                    |                    | ●                  | 0     | 2     | 0     |
| 2     | David Marrero          |             |             |             |               |               |               |                       |                       |                             |                             |                    |                    |                    | ●                  | 0     | 2     | 0     |
| 2     | Fabrice Martin         |             |             |             |               |               |               |                       |                       |                             |                             |                    |                    |                    | ●                  | 0     | 2     | 0     |
| 2     | Matwé Middelkoop       |             |             |             |               |               |               |                       |                       |                             |                             |                    |                    |                    | ●                  | 0     | 2     | 0     |
| 1     | Leander Paes           |             |             | ●           |               |               |               |                       |                       |                             |                             |                    |                    |                    |                    | 0     | 0     | 1     |
| 1     | John Isner             |             |             |             |               |               |               |                       |                       |                             | ●                           |                    |                    |                    |                    | 0     | 1     | 0     |
| 1     | Jean-Julien Rojer      |             |             |             |               |               |               |                       |                       |                             | ●                           |                    |                    |                    |                    | 0     | 1     | 0     |
| 1     | Florian Mayer          |             |             |             |               |               |               |                       |                       |                             |                             | ●                  |                    |                    |                    | 1     | 0     | 0     |
| 1     | Gaël Monfils           |             |             |             |               |               |               |                       |                       |                             |                             | ●                  |                    |                    |                    | 1     | 0     | 0     |
| 1     | Simone Bolelli         |             |             |             |               |               |               |                       |                       |                             |                             |                    | ●                  |                    |                    | 0     | 1     | 0     |
| 1     | Treat Huey             |             |             |             |               |               |               |                       |                       |                             |                             |                    | ●                  |                    |                    | 0     | 1     | 0     |
| 1     | Łukasz Kubot           |             |             |             |               |               |               |                       |                       |                             |                             |                    | ●                  |                    |                    | 0     | 1     | 0     |
| 1     | Marcin Matkowski       |             |             |             |               |               |               |                       |                       |                             |                             |                    | ●                  |                    |                    | 0     | 1     | 0     |
| 1     | Max Mirnyi             |             |             |             |               |               |               |                       |                       |                             |                             |                    | ●                  |                    |                    | 0     | 1     | 0     |
| 1     | Vasek Pospisil         |             |             |             |               |               |               |                       |                       |                             |                             |                    | ●                  |                    |                    | 0     | 1     | 0     |
| 1     | Andreas Seppi          |             |             |             |               |               |               |                       |                       |                             |                             |                    | ●                  |                    |                    | 0     | 1     | 0     |
| 1     | Nicolás Almagro        |             |             |             |               |               |               |                       |                       |                             |                             |                    |                    | ●                  |                    | 1     | 0     | 0     |
| 1     | Tomáš Berdych          |             |             |             |               |               |               |                       |                       |                             |                             |                    |                    | ●                  |                    | 1     | 0     | 0     |
| 1     | Federico Delbonis      |             |             |             |               |               |               |                       |                       |                             |                             |                    |                    | ●                  |                    | 1     | 0     | 0     |
| 1     | Juan Martín del Potro  |             |             |             |               |               |               |                       |                       |                             |                             |                    |                    | ●                  |                    | 1     | 0     | 0     |
| 1     | Víctor Estrella Burgos |             |             |             |               |               |               |                       |                       |                             |                             |                    |                    | ●                  |                    | 1     | 0     | 0     |
| 1     | Karén Khatxànov        |             |             |             |               |               |               |                       |                       |                             |                             |                    |                    | ●                  |                    | 1     | 0     | 0     |
| 1     | Philipp Kohlschreiber  |             |             |             |               |               |               |                       |                       |                             |                             |                    |                    | ●                  |                    | 1     | 0     | 0     |
| 1     | Paolo Lorenzi          |             |             |             |               |               |               |                       |                       |                             |                             |                    |                    | ●                  |                    | 1     | 0     | 0     |
| 1     | Juan Mónaco            |             |             |             |               |               |               |                       |                       |                             |                             |                    |                    | ●                  |                    | 1     | 0     | 0     |
| 1     | Kei Nishikori          |             |             |             |               |               |               |                       |                       |                             |                             |                    |                    | ●                  |                    | 1     | 0     | 0     |
| 1     | Lucas Pouille          |             |             |             |               |               |               |                       |                       |                             |                             |                    |                    | ●                  |                    | 1     | 0     | 0     |
| 1     | Albert Ramos Viñolas   |             |             |             |               |               |               |                       |                       |                             |                             |                    |                    | ●                  |                    | 1     | 0     | 0     |
| 1     | Milos Raonic           |             |             |             |               |               |               |                       |                       |                             |                             |                    |                    | ●                  |                    | 1     | 0     | 0     |
| 1     | Diego Schwartzman      |             |             |             |               |               |               |                       |                       |                             |                             |                    |                    | ●                  |                    | 1     | 0     | 0     |
| 1     | Viktor Troicki         |             |             |             |               |               |               |                       |                       |                             |                             |                    |                    | ●                  |                    | 1     | 0     | 0     |
| 1     | Fernando Verdasco      |             |             |             |               |               |               |                       |                       |                             |                             |                    |                    | ●                  |                    | 1     | 0     | 0     |
| 1     | Alexander Zverev       |             |             |             |               |               |               |                       |                       |                             |                             |                    |                    | ●                  |                    | 1     | 0     | 0     |
| 1     | Johan Brunström        |             |             |             |               |               |               |                       |                       |                             |                             |                    |                    |                    | ●                  | 0     | 1     | 0     |
| 1     | Eric Butorac           |             |             |             |               |               |               |                       |                       |                             |                             |                    |                    |                    | ●                  | 0     | 1     | 0     |
| 1     | Flavio Cipolla         |             |             |             |               |               |               |                       |                       |                             |                             |                    |                    |                    | ●                  | 0     | 1     | 0     |
| 1     | Marcus Daniell         |             |             |             |               |               |               |                       |                       |                             |                             |                    |                    |                    | ●                  | 0     | 1     | 0     |
| 1     | Mariusz Fyrstenberg    |             |             |             |               |               |               |                       |                       |                             |                             |                    |                    |                    | ●                  | 0     | 1     | 0     |
| 1     | Guillermo García López |             |             |             |               |               |               |                       |                       |                             |                             |                    |                    |                    | ●                  | 0     | 1     | 0     |
| 1     | Máximo González        |             |             |             |               |               |               |                       |                       |                             |                             |                    |                    |                    | ●                  | 0     | 1     | 0     |
| 1     | Santiago González      |             |             |             |               |               |               |                       |                       |                             |                             |                    |                    |                    | ●                  | 0     | 1     | 0     |
| 1     | Sam Groth              |             |             |             |               |               |               |                       |                       |                             |                             |                    |                    |                    | ●                  | 0     | 1     | 0     |
| 1     | Chris Guccione         |             |             |             |               |               |               |                       |                       |                             |                             |                    |                    |                    | ●                  | 0     | 1     | 0     |
| 1     | Robert Lindstedt       |             |             |             |               |               |               |                       |                       |                             |                             |                    |                    |                    | ●                  | 0     | 1     | 0     |
| 1     | Scott Lipsky           |             |             |             |               |               |               |                       |                       |                             |                             |                    |                    |                    | ●                  | 0     | 1     | 0     |
| 1     | Florin Mergea          |             |             |             |               |               |               |                       |                       |                             |                             |                    |                    |                    | ●                  | 0     | 1     | 0     |
| 1     | Purav Raja             |             |             |             |               |               |               |                       |                       |                             |                             |                    |                    |                    | ●                  | 0     | 1     | 0     |
| 1     | Dudi Sela              |             |             |             |               |               |               |                       |                       |                             |                             |                    |                    |                    | ●                  | 0     | 1     | 0     |
| 1     | Divij Sharan           |             |             |             |               |               |               |                       |                       |                             |                             |                    |                    |                    | ●                  | 0     | 1     | 0     |
| 1     | Andreas Siljeström     |             |             |             |               |               |               |                       |                       |                             |                             |                    |                    |                    | ●                  | 0     | 1     | 0     |
| 1     | Artem Sitak            |             |             |             |               |               |               |                       |                       |                             |                             |                    |                    |                    | ●                  | 0     | 1     | 0     |
| 1     | Elias Ymer             |             |             |             |               |               |               |                       |                       |                             |                             |                    |                    |                    | ●                  | 0     | 1     | 0     |
| 1     | Mikael Ymer            |             |             |             |               |               |               |                       |                       |                             |                             |                    |                    |                    | ●                  | 0     | 1     | 0     |

### Títols per país
| Total | País                 | Grand Slams | Grand Slams | Grand Slams | Jocs Olímpics | Jocs Olímpics | Jocs Olímpics | ATP World Tour Finals | ATP World Tour Finals | ATP World Tour Masters 1000 | ATP World Tour Masters 1000 | ATP World Tour 500 | ATP World Tour 500 | ATP World Tour 250 | ATP World Tour 250 | Resum | Resum | Resum |
| Total | País                 | I           | D           | X           | I             | D             | X             | I                     | D                     | I                           | D                           | I                  | D                  | I                  | D                  | I     | D     | X     |
| ----- | -------------------- | ----------- | ----------- | ----------- | ------------- | ------------- | ------------- | --------------------- | --------------------- | --------------------------- | --------------------------- | ------------------ | ------------------ | ------------------ | ------------------ | ----- | ----- | ----- |
| 20    | Espanya              |             | 1           |             |               | 1             |               |                       |                       | 1                           |                             | 1                  | 3                  | 8                  | 5                  | 10    | 10    | 0     |
| 15    | França               |             | 1           |             |               |               |               |                       |                       |                             | 3                           | 1                  | 3                  | 4                  | 3                  | 5     | 10    | 0     |
| 14    | Regne Unit           | 1           | 2           |             | 1             |               |               | 1                     |                       | 3                           |                             | 3                  |                    |                    | 3                  | 9     | 5     | 0     |
| 12    | Estats Units         |             |             |             |               |               | 1             |                       |                       |                             | 2                           |                    | 3                  | 2                  | 4                  | 2     | 9     | 1     |
| 11    | Croàcia              |             |             | 1           |               |               |               |                       |                       | 1                           | 2                           | 1                  |                    | 2                  | 4                  | 4     | 6     | 1     |
| 9     | Austràlia            |             |             |             |               |               |               |                       | 1                     |                             | 1                           | 1                  | 1                  | 2                  | 3                  | 3     | 6     | 0     |
| 9     | Argentina            |             |             |             |               |               |               |                       |                       |                             |                             |                    |                    | 4                  | 5                  | 4     | 5     | 0     |
| 8     | Sèrbia               | 2           |             |             |               |               |               |                       |                       | 4                           |                             |                    |                    | 2                  |                    | 8     | 0     | 0     |
| 8     | Finlàndia            |             |             | 1           |               |               |               |                       | 1                     |                             | 1                           |                    | 1                  |                    | 4                  | 0     | 7     | 1     |
| 7     | Brasil               |             | 2           | 1           |               |               |               |                       |                       |                             | 2                           |                    | 1                  |                    | 1                  | 0     | 6     | 1     |
| 6     | Àustria              |             |             |             |               |               |               |                       |                       |                             |                             | 1                  |                    | 3                  | 2                  | 4     | 2     | 0     |
| 5     | Canadà               |             |             |             |               |               |               |                       |                       |                             |                             | 1                  | 1                  | 1                  | 2                  | 2     | 3     | 0     |
| 5     | Itàlia               |             |             |             |               |               |               |                       |                       |                             |                             |                    | 1                  | 2                  | 2                  | 2     | 3     | 0     |
| 5     | Nova Zelanda         |             |             |             |               |               |               |                       |                       |                             |                             |                    |                    |                    | 5                  | 0     | 5     | 0     |
| 4     | Suïssa               | 1           |             |             |               |               |               |                       |                       |                             |                             | 1                  |                    | 2                  |                    | 4     | 0     | 0     |
| 4     | Colòmbia             |             |             |             |               |               |               |                       |                       |                             |                             |                    | 1                  |                    | 3                  | 0     | 4     | 0     |
| 3     | Països Baixos        |             |             |             |               |               |               |                       |                       |                             | 1                           |                    |                    |                    | 2                  | 0     | 3     | 0     |
| 3     | Eslovàquia           |             |             |             |               |               |               |                       |                       |                             |                             | 2                  |                    |                    | 1                  | 2     | 1     | 0     |
| 3     | Polònia              |             |             |             |               |               |               |                       |                       |                             |                             |                    | 2                  |                    | 1                  | 0     | 3     | 0     |
| 3     | Alemanya             |             |             |             |               |               |               |                       |                       |                             |                             | 1                  |                    | 2                  |                    | 3     | 0     | 0     |
| 3     | Suècia               |             |             |             |               |               |               |                       |                       |                             |                             |                    |                    |                    | 3                  | 0     | 3     | 0     |
| 3     | Xile                 |             |             |             |               |               |               |                       |                       |                             |                             |                    |                    |                    | 3                  | 0     | 3     | 0     |
| 2     | Índia                |             |             | 1           |               |               |               |                       |                       |                             |                             |                    |                    |                    | 1                  | 0     | 1     | 1     |
| 2     | Romania              |             |             |             |               |               |               |                       |                       |                             | 1                           |                    |                    |                    | 1                  | 0     | 2     | 0     |
| 2     | Uruguai              |             |             |             |               |               |               |                       |                       |                             |                             | 1                  |                    | 1                  |                    | 2     | 0     | 0     |
| 2     | Sud-àfrica           |             |             |             |               |               |               |                       |                       |                             |                             |                    | 1                  |                    | 1                  | 0     | 2     | 0     |
| 1     | República Dominicana |             |             |             |               |               |               |                       |                       |                             |                             |                    |                    | 1                  |                    | 1     | 0     | 0     |
| 1     | Rússia               |             |             |             |               |               |               |                       |                       |                             |                             |                    |                    | 1                  |                    | 1     | 0     | 0     |
| 1     | Txèquia              |             |             |             |               |               |               |                       |                       |                             |                             |                    |                    | 1                  |                    | 1     | 0     | 0     |
| 1     | Japó                 |             |             |             |               |               |               |                       |                       |                             |                             |                    |                    | 1                  |                    | 1     | 0     | 0     |
| 1     | Belarús              |             |             |             |               |               |               |                       |                       |                             |                             |                    |                    |                    | 1                  | 0     | 1     | 0     |
| 1     | Israel               |             |             |             |               |               |               |                       |                       |                             |                             |                    |                    |                    | 1                  | 0     | 1     | 0     |
| 1     | Filipines            |             |             |             |               |               |               |                       |                       |                             |                             |                    |                    |                    | 1                  | 0     | 1     | 0     |
| 1     | Mèxic                |             |             |             |               |               |               |                       |                       |                             |                             |                    |                    |                    | 1                  | 0     | 1     | 0     |

## Rànquings

### Individual
| Rànquing individual ATP 2016 | Rànquing individual ATP 2016 | Rànquing individual ATP 2016 | Rànquing individual ATP 2016 | Rànquing individual ATP 2016 | Rànquing individual ATP 2016 |
| Pos.                         | Tennista                     | Punts                        | Torneigs                     | Ant.                         | Mov.                         |
| ---------------------------- | ---------------------------- | ---------------------------- | ---------------------------- | ---------------------------- | ---------------------------- |
| 1                            | Andy Murray                  | 12.410                       | 16                           | 2                            | 1                            |
| 2                            | Novak Đoković                | 11.780                       | 17                           | 1                            | 1                            |
| 3                            | Milos Raonic                 | 5.450                        | 19                           | 14                           | 11                           |
| 4                            | Stan Wawrinka                | 5.315                        | 21                           | 4                            | =                            |
| 5                            | Kei Nishikori                | 4.905                        | 20                           | 7                            | 2                            |
| 6                            | Marin Čilić                  | 3.650                        | 22                           | 13                           | 7                            |
| 7                            | Gaël Monfils                 | 3.625                        | 18                           | 24                           | 17                           |
| 8                            | Dominic Thiem                | 3.415                        | 28                           | 20                           | 12                           |
| 9                            | Rafael Nadal                 | 3.300                        | 16                           | 5                            | 4                            |
| 10                           | Tomáš Berdych                | 3.060                        | 21                           | 6                            | 4                            |
| 11                           | David Goffin                 | 2.750                        | 24                           | 16                           | 5                            |
| 12                           | Jo-Wilfried Tsonga           | 2.550                        | 17                           | 10                           | 2                            |
| 13                           | Nick Kyrgios                 | 2.460                        | 20                           | 30                           | 17                           |
| 14                           | Roberto Bautista Agut        | 2.350                        | 25                           | 25                           | 11                           |
| 15                           | Lucas Pouille                | 2.156                        | 24                           | 78                           | 63                           |
| 16                           | Roger Federer                | 2.130                        | 15                           | 3                            | 13                           |
| 17                           | Grigor Dimitrov              | 2.035                        | 25                           | 28                           | 11                           |
| 18                           | Richard Gasquet              | 1.885                        | 20                           | 9                            | 9                            |
| 19                           | John Isner                   | 1.850                        | 21                           | 11                           | 8                            |
| 20                           | Ivo Karlovic                 | 1.795                        | 24                           | 23                           | 3                            |

#### Evolució número 1
| Tennista      | Data inici    | Data fi       | Setmanes |
| ------------- | ------------- | ------------- | -------- |
| Novak Đoković | Final 2015    | 6 de novembre | 44       |
| Andy Murray   | 7 de novembre | Final 2016    | 8        |

### Dobles
| Rànquing dobles ATP 2016 | Rànquing dobles ATP 2016 | Rànquing dobles ATP 2016 | Rànquing dobles ATP 2016 | Rànquing dobles ATP 2016 | Rànquing dobles ATP 2016 |
| Pos.                     | Tennista                 | Punts                    | Torneigs                 | Ant.                     | Mov.                     |
| ------------------------ | ------------------------ | ------------------------ | ------------------------ | ------------------------ | ------------------------ |
| 1                        | Nicolas Mahut            | 8.550                    | 17                       | 12                       | 11                       |
| 2                        | Pierre-Hugues Herbert    | 7.935                    | 15                       | 13                       | 11                       |
| 3                        | Bruno Soares             | 7.760                    | 25                       | 22                       | 19                       |
| 4                        | Jamie Murray             | 7.670                    | 22                       | 7                        | 3                        |
| 5                        | Bob Bryan                | 6.590                    | 23                       | 4                        | 1                        |
| 5                        | Mike Bryan               | 6.590                    | 23                       | 5                        | =                        |
| 7                        | Henri Kontinen           | 5.590                    | 27                       | 31                       | 24                       |
| 8                        | Marcelo Melo             | 5.460                    | 26                       | 1                        | 7                        |
| 9                        | John Peers               | 5.450                    | 26                       | 8                        | 1                        |
| 10                       | Marc López               | 4.775                    | 24                       | 32                       | 22                       |
| 11                       | Feliciano López          | 4.640                    | 20                       | 35                       | 24                       |
| 12                       | Raven Klaasen            | 4.460                    | 24                       | 20                       | 8                        |
| 13                       | Ivan Dodig               | 4.420                    | 20                       | 6                        | 7                        |
| 14                       | Rajeev Ram               | 4.400                    | 27                       | 36                       | 22                       |
| 15                       | Daniel Nestor            | 4.120                    | 26                       | 18                       | 3                        |
| 16                       | Jack Sock                | 4.080                    | 14                       | 19                       | 3                        |
| 17                       | Edouard Roger-Vasselin   | 3.780                    | 23                       | 17                       | =                        |
| 18                       | Marcel Granollers        | 3.665                    | 22                       | 39                       | 21                       |
| 19                       | Horia Tecau              | 3.650                    | 21                       | 2                        | 17                       |
| 20                       | Vasek Pospisil           | 3.590                    | 16                       | 21                       | 1                        |

| Rànquing parelles ATP 2016 | Rànquing parelles ATP 2016          | Rànquing parelles ATP 2016 | Rànquing parelles ATP 2016 | Rànquing parelles ATP 2016 | Rànquing parelles ATP 2016 |
| Pos.                       | Parella                             | Punts                      | Torneigs                   | Ant.                       | Mov.                       |
| -------------------------- | ----------------------------------- | -------------------------- | -------------------------- | -------------------------- | -------------------------- |
| 1                          | Jamie Murray Bruno Soares           | 7.850                      | 20                         | −                          | Augment                    |
| 2                          | Pierre-Hugues Herbert Nicolas Mahut | 7.825                      | 15                         | 6                          | 4                          |
| 3                          | Bob Bryan Mike Bryan                | 6.590                      | 23                         | 2                          | 1                          |
| 4                          | Henri Kontinen John Peers           | 5.810                      | 24                         | −                          | Augment                    |
| 5                          | Feliciano López Marc López          | 4.640                      | 18                         | −                          | Augment                    |
| 6                          | Raven Klaasen Rajeev Ram            | 4.490                      | 23                         | 19                         | 13                         |
| 7                          | Ivan Dodig Marcelo Melo             | 4.330                      | 15                         | 3                          | 4                          |
| 8                          | Treat Huey Max Mirnyi               | 3.155                      | 24                         | −                          | Augment                    |
| 9                          | Jean-Julien Rojer Horia Tecau       | 2.860                      | 17                         | 1                          | 8                          |
| 10                         | Juan Sebastián Cabal Robert Farah   | 2.570                      | 24                         | 11                         | 1                          |

#### Evolució número 1
| Tennista/es   | Data inici   | Data fi      | Setmanes |
| ------------- | ------------ | ------------ | -------- |
| Marcelo Melo  | Final 2015   | 3 d'abril    | 14       |
| Jamie Murray  | 4 d'abril    | 8 de maig    | 5        |
| Marcelo Melo  | 9 de maig    | 5 de juny    | 4        |
| Nicolas Mahut | 6 de juny    | 12 de juny   | 1        |
| Jamie Murray  | 13 de juny   | 10 de juliol | 4        |
| Nicolas Mahut | 11 de juliol | Final 2016   | 24       |

## Guardons
- Millor tennista individual: Andy Murray[2]
- Millor equip de dobles: Pierre-Hugues Herbert i Nicolas Mahut
- Estrella del demà: Taylor Fritz
- Millor retorn de l'any: Juan Martín del Potro
- Tennista amb més millor de l'any: Lucas Pouille
- Premi esportiu Stefan Edberg: Roger Federer
- Premi humanitari Arthur Ashe: Marin Čilić
- Entrenador de l'any: Magnus Norman (entrenador de Stan Wawrinka)
- Tennista favorit individual: Roger Federer
- Equip favorit: Bob Bryan i Mike Bryan
- Premi excel·lència dels mitjans Ron Bookman: Mike Dickson

## Distribució de punts
| Categoria                             | G                     | F                    | SF                  | QF                                                                                               | R16                                                                                              | R32                                                                                              | R64                                                                                              | R128                                                                                             | Q                                                                                                | Q3                                                                                               | Q2                                                                                               | Q1                                                                                               |
| Grand Slam (128I)                     | 2000                  | 1200                 | 720                 | 360                                                                                              | 180                                                                                              | 90                                                                                               | 45                                                                                               | 10                                                                                               | 25                                                                                               | 16                                                                                               | 8                                                                                                | 0                                                                                                |
| Grand Slam (64D)                      | 2000                  | 1200                 | 720                 | 360                                                                                              | 180                                                                                              | 90                                                                                               | 0                                                                                                | –                                                                                                | 25                                                                                               | –                                                                                                | 0                                                                                                | 0                                                                                                |
| ATP World Tour Finals (8I/8D)         | 1500 (max) 1100 (min) | 1000 (max) 600 (min) | 600 (max) 200 (min) | 200 per cada victòria a la fase Round Robin +400 victòria a semifinals, +500 victòria a la final | 200 per cada victòria a la fase Round Robin +400 victòria a semifinals, +500 victòria a la final | 200 per cada victòria a la fase Round Robin +400 victòria a semifinals, +500 victòria a la final | 200 per cada victòria a la fase Round Robin +400 victòria a semifinals, +500 victòria a la final | 200 per cada victòria a la fase Round Robin +400 victòria a semifinals, +500 victòria a la final | 200 per cada victòria a la fase Round Robin +400 victòria a semifinals, +500 victòria a la final | 200 per cada victòria a la fase Round Robin +400 victòria a semifinals, +500 victòria a la final | 200 per cada victòria a la fase Round Robin +400 victòria a semifinals, +500 victòria a la final | 200 per cada victòria a la fase Round Robin +400 victòria a semifinals, +500 victòria a la final |
| ATP World Tour Masters 1000 (96I)     | 1000                  | 600                  | 360                 | 180                                                                                              | 90                                                                                               | 45                                                                                               | 25                                                                                               | 10                                                                                               | 16                                                                                               | –                                                                                                | 8                                                                                                | 0                                                                                                |
| ATP World Tour Masters 1000 (56I/48I) | 1000                  | 600                  | 360                 | 180                                                                                              | 90                                                                                               | 45                                                                                               | 10                                                                                               | –                                                                                                | 25                                                                                               | –                                                                                                | 16                                                                                               | 0                                                                                                |
| ATP World Tour Masters 1000 (32D/24D) | 1000                  | 600                  | 360                 | 180                                                                                              | 90                                                                                               | 0                                                                                                | –                                                                                                | –                                                                                                | –                                                                                                | –                                                                                                | –                                                                                                | –                                                                                                |
| ATP World Tour 500 (48I)              | 500                   | 300                  | 180                 | 90                                                                                               | 45                                                                                               | 20                                                                                               | 0                                                                                                | –                                                                                                | 10                                                                                               | –                                                                                                | 4                                                                                                | 0                                                                                                |
| ATP World Tour 500 (32I)              | 500                   | 300                  | 180                 | 90                                                                                               | 45                                                                                               | 0                                                                                                | –                                                                                                | –                                                                                                | 20                                                                                               | –                                                                                                | 10                                                                                               | 0                                                                                                |
| ATP World Tour 500 (16D)              | 500                   | 300                  | 180                 | 90                                                                                               | 0                                                                                                | –                                                                                                | –                                                                                                | –                                                                                                | 20                                                                                               | –                                                                                                | 0                                                                                                | 0                                                                                                |
| ATP World Tour 250 (56I/48I)          | 250                   | 150                  | 90                  | 45                                                                                               | 20                                                                                               | 10                                                                                               | 0                                                                                                | –                                                                                                | 5                                                                                                | 3                                                                                                | 0                                                                                                | 0                                                                                                |
| ATP World Tour 250 (32I/28I)          | 250                   | 150                  | 90                  | 45                                                                                               | 20                                                                                               | 0                                                                                                | –                                                                                                | –                                                                                                | 12                                                                                               | 6                                                                                                | 0                                                                                                | 0                                                                                                |
| ATP World Tour 250 (24D)              | 250                   | 150                  | 90                  | 45                                                                                               | 20                                                                                               | 0                                                                                                | –                                                                                                | –                                                                                                | –                                                                                                | –                                                                                                | –                                                                                                | –                                                                                                |
| ATP World Tour 250 (16D)              | 250                   | 150                  | 90                  | 45                                                                                               | 0                                                                                                | –                                                                                                | –                                                                                                | –                                                                                                | –                                                                                                | –                                                                                                | –                                                                                                | –                                                                                                |